# Aaron Ripkowski
Aaron Ripkowski (Dayton, 20 dicembre 1992) è un giocatore di football americano statunitense che milita nel ruolo di fullback per i Green Bay Packers della National Football League (NFL).

## Biografia

### Green Bay Packers
Dopo avere giocato al college a football ad Oklahoma, Ripkowski fu scelto nel corso del sesto giro (206º assoluto) del Draft NFL 2015 dai Green Bay Packers. Debuttò come professionista subentrando nella gara del primo turno contro i Chicago Bears. Il primo passaggio da 18 yard lo ricevette nella settimana 9 contro i Carolina Panthers. La sua stagione da rookie si concluse con 15 presenze, nessuna delle quali come titolare.
L'8 gennaio 2017, nella gara del primo turno di playoff vinta contro i New York Giants, Ripkowski segnò un touchdown su una corsa da una yard.

## Statistiche
| Partite totali         | 15 |
| Partite da titolare    | 0  |
| Ricezioni              | 1  |
| Yard su ricezione      | 18 |
| Touchdown su ricezione | 0  |

Statistiche aggiornate alla stagione 2015